# Saint-Christol-de-Rodières
Saint-Christol-de-Rodières är en kommun i departementet Gard i regionen Occitanien i södra Frankrike. Kommunen ligger i kantonen Pont-Saint-Esprit som tillhör arrondissementet Nîmes. År 2022 hade Saint-Christol-de-Rodières 160 invånare.

## Befolkningsutveckling
Antalet invånare i kommunen Saint-Christol-de-Rodières
Referens:INSEE